# Санкт-Рупрехт-Фалькендорф
Санкт-Рупрехт-Фалькендорф (нем. Sankt Ruprecht-Falkendorf) — коммуна (нем. Gemeinde) в Австрии, в федеральной земле Штирия. 
Входит в состав округа Мурау.  Население составляет 518 человек (на 31 декабря 2005 года). Занимает площадь 17,64 км². Официальный код  —  61436 (bis 1. Jänner 2005 61426).

## Политическая ситуация
Бургомистр коммуны — Майнрад Розиан (АНП).
Совет представителей коммуны (нем. Gemeinderat) состоит из 9 мест.
- АНП занимает 5 мест.
- СДПА занимает 3 места.
- АПС занимает 1 место.